# Wierzbowa (Baja Silesia)
Wierzbowa (alemán: Rückenwaldau) es una localidad del distrito de Bolesławiec, en el voivodato de Baja Silesia (Polonia). Se encuentra en el suroeste del país, dentro del término municipal de Gromadka, a unos 4 km al norte de la localidad homónima y sede del gobierno municipal, a unos 20 al nordeste de Bolesławiec, la capital del distrito, y a unos 94 al oeste de Breslavia, la capital del voivodato. En 2011, según el censo realizado por la Oficina Central de Estadística polaca, su población era de 500 habitantes. Wierzbowa perteneció a Alemania hasta 1945.